# Wuchang
Wuchang (chiń. upr. 武昌区; chiń. trad. 武昌區; pinyin Wǔchāng Qū) – dzielnica Wuhanu, stolicy chińskiej prowincji Hubei, położona na prawym brzegu rzeki Jangcy; oddzielne miasto do momentu połączenia z Hankou i Hanyang w 1949 roku. Największy w Chinach kompleks instytucji naukowo-badawczych. Wuchang pełni obecnie funkcję centrum administracyjnego i kulturalnego zarówno Wuhanu jak i prowincji Hubei. Według danych z 2011 roku, liczba mieszkańców dzielnicy wynosiła 1119900.
Stolica rzymskokatolickiej diecezji Wuchang.
Wuchang był najstarszym miastem spośród trzech, z których utworzono Wuhan. Przez pewien czas pełnił funkcję stolicy państwa Wu w Epoce Trzech Królestw (220–280). Powstanie w Wuchangu w 1911 roku rozpoczęło rewolucję Xinhai (1911–12), która doprowadziła do obalenia dynastii Qing i proklamowania Republiki Chińskiej.